# HttpUnit
A HttpUnit egy nyílt forráskódú szoftver teszt keretrendszer, amely webhelyek böngésző nélküli tesztelésére használható. A HttpUnit támogatja a HTML form kezelést, JavaScript-et, HTTP alap elérési hitelesítést, automatikus oldal átirányítást és HTTP-süti kezelést. Java nyelvű, megengedi a Java teszt kódnak, hogy feldolgozza a válasz oldalakat sima szövegként, XML DOM-ként vagy formok, táblázatok, linkek konténereként. HttpUnit jól illeszkedik a JUnit-tal való kombinált használatra, azért, hogy könnyen lehessen teszteket írni a webhely megfelelő működésének ellenőrzésére.
A HttpUnit használata lehetővé teszi a webalkalmazások automatikus tesztelését, valamint segítséget nyújt a regressziós tesztelésben is.

## Fordítás
Ez a szócikk részben vagy egészben  a   HttpUnit című angol Wikipédia-szócikk ezen változatának fordításán alapul.  Az eredeti cikk szerkesztőit annak laptörténete sorolja fel. Ez a jelzés csupán a megfogalmazás eredetét és a szerzői jogokat jelzi, nem szolgál a cikkben szereplő információk forrásmegjelöléseként.